# René Enders
René Enders (Zeulenroda-Triebes, 13 februari 1987) is een Duitse wielrenner. In 2005 werd Enders wereldkampioen teamsprint samen met Maximilian Levy en Benjamin Wittmann. Tijdens de Olympische Spelen van 2008 in Peking behaalde Enders samen met Stefan Nimke en Maximilian Levy een derde plaats op de teamsprint. Bij het Europeess kampioenschap van 2011 in Apeldoorn won hij samen met Robert Förstemann en Stefan Nimke de Europese titel op de teamsprint.
Op 1 december 2011 won de Duitse ploeg, bestaande uit Maximilian Levy, René Enders en Stefan Nimke, de wereldbekerwedstrijd op de teamsprint in het Colombiaanse Cali in een nieuw wereldrecord. Op 6 januari 2012 werd bekendgemaakt dat Grégory Baugé zijn wereldtitels van 2011 moest inleveren omwille van een schorsing. Enders behaalde zo samen met Maximilian Levy en Stefan Nimke de wereldtitel op de teamsprint.

## Belangrijkste resultaten
2005
- Wereldkampioenschap teansprint junioren (met Maximilian Levy en Benjamin Wittmann)
- Wereldkampioenschap keirin junioren

2006
- Europees kampioenschap teamsprint onder 23 jaar (met Maximilian Levy en Michael Seidenbecher)

2007
- Duits kampioenschap teamsprint (met Matthias John en Michael Seidenbecher)
- Duits kampioenschap keirin

2008
- Olympische Spelen teamsprint (met Robert Förstemann en Stefan Nimke)
- Duits kampioenschap teamsprint (met Matthias John en Michael Seidenbecher)

2009
- Wereldkampioenschap teamsprint (met Robert Förstemann en Stefan Nimke)

2011
- Wereldkampioenschap teamsprint (met Maximilian Levy en Stefan Nimke)
- Europees kampioenschap teamsprint (met Robert Förstemann en Stefan Nimke)
- 1e Wereldbeker Cali teamsprint (met Maximilian Levy en Stefan Nimke)

2012
- 1e Wereldbeker Londen teamsprint (met Maximilian Levy en Robert Förstemann)
- 1e Wereldbeker Glasgow teamsprint (met Stefan Boetticher en Robert Förstemann)

2013
- Europees kampioen teamsprint op de baan (met Maximilian Levy en Robert Förstemann)